# Mazinho Oliveira
Mazinho Oliveira, brazilski nogometaš, * 26. december 1965, Rio de Janeiro, Brazilija.
Za brazilsko reprezentanco je odigral 10 uradnih tekem in dosegel dva gola.